# Vincenzo Cartari
Vincenzo Cartari (Reggio Emilia, 1531 - 1571) fue un mitógrafo, secretario y diplomático italiano del Renacimiento.

## Biografía
Trabajó para el duque Alfonso II Este y los cardenales Ippolito II y Luigi II Este en las cortes de Ferrara, Venecia, Tívoli (Roma), Fontainebleau y Bruselas. Según Jean Seznec, fue un protegido del duque de Ferrara y la casa de Este. Es conocido casi exclusivamente por dos obras. La principal es Le Imagini degli Dei degli Antichi, nelli cualisono descritte le religione degli Antichi, riti e ceremonie loro, con l’agiunta di molte principali imagini e con l’esposizione in epilogo di ciascheduna e suo significato de 1556. La segunda obra es una traducción versificada en metros toscanos de los Fastos de Ovidio publicada en Venecia en 1551.

## Las imágenes de los dioses de los antiguos
Como primer traductor italiano de los Fastos de Ovidio, poema latino sobre los dioses y creencias religiosas de los antiguos romanos, Cartari ganó un conocimiento profundo del mundo clásico y sus mitos.
Después de publicar la traducción y comentarios de I Fasti, en 1551 y 1553, fue el autor del primer manual mitográfico no escrito en latín, sino en italiano, ampliando así sus lectores.
Le Imagini con la sposizione dei dei de gli antichi (Las imágenes de los dioses de los antiguos y sus explicaciones) fue publicado por primera vez en Venecia en 1556, y continuamente enriquecido con ilustraciones – como los grabados en madera de los dioses antiguos de Giuseppe Porta Salviati y Bolognino Zaltieri. La obra está provista de vistosas xilografías de tema mitológico que en una reimpresión posterior (Venecia, Giordani Ziletti, 1571) firmó Bolognino Zaltieri. El libro se divide en 15 capítulos, cada uno sobre un dios principal y los dioses menores, héroes y leyendas con él relacionados. La materia de cada capítulo procede de los textos de poetas antiguos que Cartari traduce al italiano también en verso.  
Las notas y las traducciones en otros idiomas fueron añadidas por el mismo autor y otros por al menos durante 150 años.

## Enfoque iconográfico en los mitos clásicos
Cartari también eligió un enfoque especial inédito en las descripciones ecfrásticas y la iconografía visual de los distintos dioses, presentados a través de una encantadora e informativa galería de epifanías, triunfos, vestimentas, expresiones, poses, atributos, ceremonias y leyendas.
Aunque inspirado por las obras más tradicionales y vastas de Lilio Gregorio Giraldi (De deis gentium varia et multiplex historia, 1548), Giovanni Boccaccio (Genealogie Deorum Gentilium, segunda parte del siglo 14), literatura clásica y comentarios, Cartari creó un nuevo enfoque de la Antigüedad.
Como resultado, su Le Imagini tuvo considerable influencia en ambos artistas – desde Paolo Veronese – y en anticuarios y escritores de arte, como Gian Paolo Lomazzo y Cesare Ripa con su Iconologia enciclopédica (1593).

## Lorenzo Pignoria
El anticuario y egiptólogo Lorenzo Pignoria añadió importantes notas en 1615 y 1624. En particular, su apéndice Seconda Parte delle Imagini de gli Dei Indiani muestra ilustraciones detalladas de algunos restos arqueológicos de dioses mexicanos, egipcios, indios y japoneses, buscando una especie de lenguaje visual único en las religiones precristianas.
En su Teutschen Academie, Joachim von Sandrart escribe con respeto sobre trabajo de Cartari, que reimprimió traducido en 1680 con nuevas ilustraciones.